# Gentianella coquimbensis
Gentianella coquimbensis là một loài thực vật có hoa trong họ Long đởm. Loài này được (Briq.) Martic. & Quezada mô tả khoa học đầu tiên năm 1991.